# Юлия Манолова
Юлия Манолова е българска журналистка и телевизионна водеща.

## Биография
Родена е на 14 юли 1979 г. в град Пловдив.
Първата телевизия в която започва журналистическата си кариера е „Евроком“. След като стажува шест месеца в американския канал Фокс се ориентира към журналистическата професия. Участва в международни обучения в България и Германия. В БНТ е била водеща на сутрешния блок „Денят започва“, предаването „БНТ Такси“ и новинарските емисии „По света и у нас“.
През 2011 г. отива в TV7, където води новините. По-късно до 2016 г. е водеща на предаването NEWSROOM по Нюз7 заедно с Георги Налбантов.
В частната телевизия BiT работи като изпълнителен продуцент на новините и водеща на предаването „Една различна неделя“. След това за две години е на поста изпълнителен продуцент на сутрешния блок на телевизия „Европа“.
От септември 2020 г. е в Нова телевизия като продуцент на предаването „Пресечна точка“ с водещ Михаил Дюзев. От 4 януари 2021 г. води новините по Нова нюз.